# Chariesthes richteri
Chariesthes richteri es una especie de escarabajo longicornio del género Chariesthes, tribu Tragocephalini, orden Coleoptera. Fue descrita por Quedenfeldt en 1887.

## Descripción
Mide 9-10 mm de longitud.

## Distribución
Se distribuye por Camerún, Gabón, Guinea Ecuatorial, República Democrática del Congo y República del Congo.